# سن‌ایچ
شرکت عالیفرد (سهامی خاص) نام یک شرکت تولید کنندهٔ محصولات غذایی است که با نام تجاری سن‌ایچ در سال ۱۳۵۷ با مدیریت بخش خصوصی تأسیس شد. این شرکت در زمینهٔ تولید انواع کنسانتره میوه، شربت و آبمیوه در شهر صنعتی کاوه در ۱۵ کیلومتری ساوه فعالیت می‌کند.

## محصولات
محصولات این شرکت شامل انواع آبمیوه، نکتار، شربت و کنسانتره میوه می‌باشد.

## برند سن‌ایچ
برند سن‌ایچ در سال ۱۳۹۲ در دهمین جشنواره ملی قهرمانان صنعت ایران به عنوان یکی از ۱۰۰ برند برتر ایران شناخته شد.

## سفیر برند
نوید محمدزاده بازیگر سینما و تئاتر در خرداد سال ۱۳۹۹ در قالب یک کمپین با شعار «این داستان توست» به عنوان سفیر این برند بر بیلبوردهای شهر تهران نقش بست. این فعالیت به عنوان اولین فعالیت رسمی تبلیغاتی نوید محمدزاده یاد شده‌است و منتقدان بسیاری نیز دربارهٔ آن نوشته‌اند. مبلغ دستمزد او در شبکه‌های مجازی بسیار مورد بحث قرار گرفت.